# Цистодерма
Цистоде́рма (лат. Cystoderma) — род грибов семейства Шампиньоновые (Agaricaceae).

## Описание
- Шляпка полукруглой или округло-колокольчатой, позднее выпукло-распростёртой формы, покрытая остатками покрывала, большей частью по краю.
- Пластинки белого, молочно-кремового или слабо-желтоватого цвета, с ровным краем, приросшие к ножке или слабо низбегающие на неё, неравные.
- Мякоть неамилоидная.
- Ножка центральная, тонкая, покрытая остатками покрывала, состоящего из сфероцист, в верхней её части присутствует кольцеобразное образование.
- Споровый порошок беловатый или бледно-кремовый. Споры округлой, эллипсоидной, широко- или удлинённо-эллипсоидной формы, тонкостенные, амилоидные или неамилоидные, изредка псевдоамилоидные.

### Экология
- Произрастают на почве в лесах или вне лесов, во мху, иногда на древесной трухе.
- Космополиты, встречаются на всех континентах, включая Антарктиду.

## Виды
Список основан на данных EOL и MycoBank (см. карточку гриба).
- Cystoderma amianthinum (Scop.) Fayod, 1889 — Цистодерма амиантовая
- Cystoderma arcticum Harmaja, 1984
- Cystoderma carcharias (Pers.) Fayod, 1889 — Цистодерма пахучая
- Cystoderma chocoanum Franco-Mol., 1993
- Cystoderma cinnabarinum (Alb. & Schwein.) Fayod, 1889 — Цистодерма киноварно-красная, или красная
- Cystoderma clastotrichum (G. Stev.) E. Horak, 1971
- Cystoderma contusifolium Pegler, 1983
- Cystoderma fallax A.H. Sm. & Singer, 1945 — Цистодерма обманчивая
- Cystoderma granosum (Morgan) A.H. Sm. & Singer, 1945
- Cystoderma granulosum (Batsch) Fayod, 1889 — Цистодерма зернистая
- Cystoderma haematites (Berk. & Broome) Konrad & Maubl., 1924
- Cystoderma intermedium Harmaja, 1979
- Cystoderma japonicum Thoen & Hongo, 1985
- Cystoderma jasonis (Cooke & Massee) Harmaja, 1978 — Цистодерма длинноспоровая
- Cystoderma lilacipes Harmaja, 1978
- Cystoderma muscicola (Cleland) Grgur., 1997
- Cystoderma simulatum P.D. Orton, 1960
- Cystoderma superbum Huijsman, 1956 — Цистодерма великолепная
- Cystoderma terryi (Berk. & Broome) Harmaja, 1978 — Цистодерма Терри
- Cystoderma tricholomoides Heinem. & Thoen, 1973
- Cystoderma tuomikoskii Harmaja, 1979